# Franchi SPAS-12
Franchi SPAS-12 (англ. Special Purpose Automatic Shotgun — автоматическое ружьё специального назначения) — итальянский полуавтоматический и помповый дробовик, разработанный компанией Franchi в конце 1970-х годов. Оружие предназначалось для военных, правоохранительных органов и спецподразделений, сочетая возможности самозарядной стрельбы и ручной перезарядки. 
Одной из особенностей SPAS-12 является складной металлический приклад, к которому может крепиться изогнутая опорная планка. Она позволяет вести огонь одной рукой, что особенно полезно для спецподразделений при спуске по канату или в ограниченных условиях, таких как стрельба из движущегося транспорта. При необходимости планка может быть сложена поворотом на 180 градусов.

## Описание

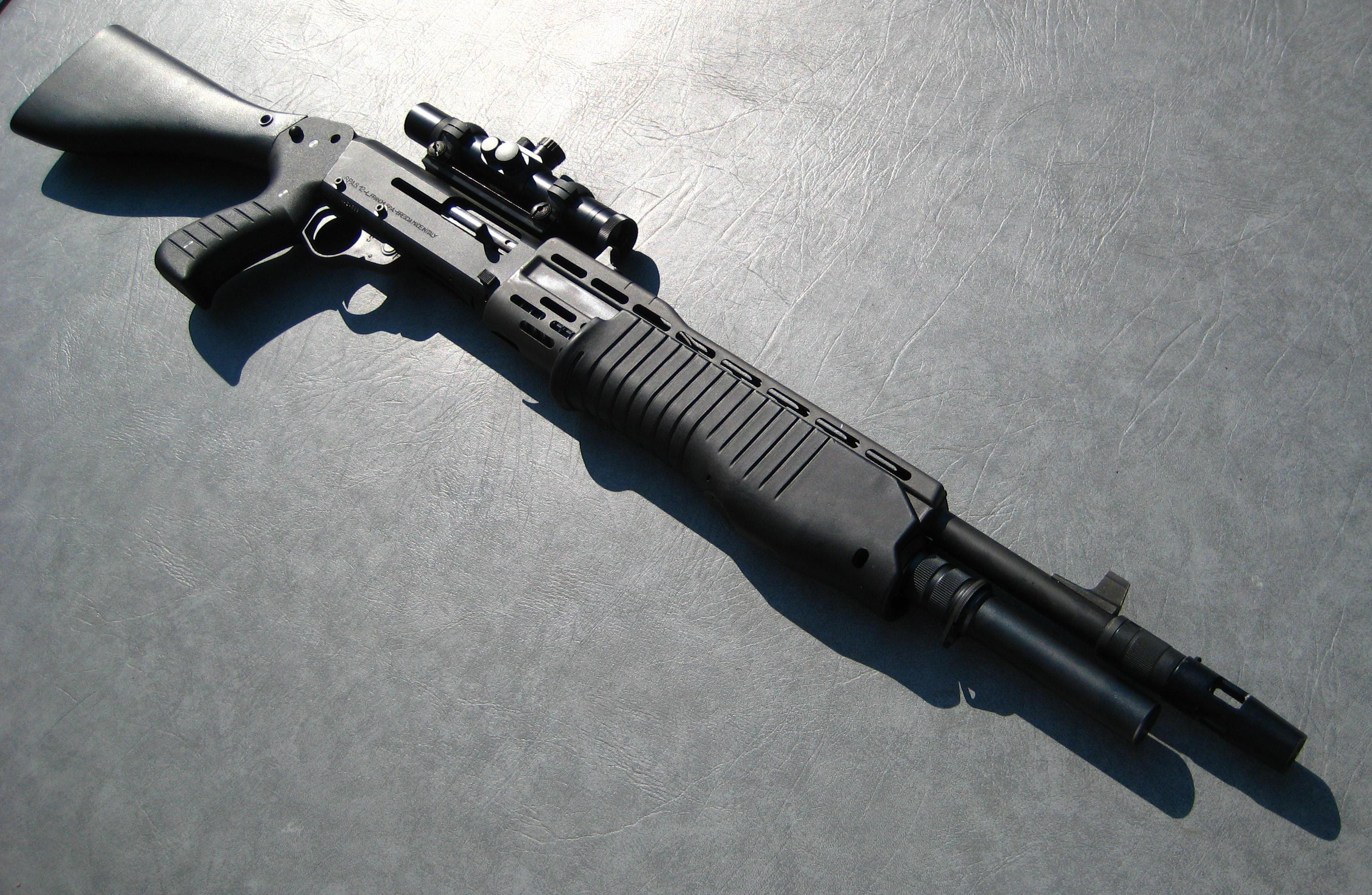
SPAS-12 со съёмным деревянным прикладом и оптическим прицелом

Franchi SPAS-12 является двухрежимным ружьём, то есть он может быть использован в качестве самозарядного или помпового оружия. Переключение между режимами стрельбы осуществляется путём нажатия кнопки под цевьём, и перемещением цевья слегка вперёд или назад до щелчка.
Теоретически, держа ружьё за пистолетную рукоять, стрелок может вести огонь одной рукой: с бедра или с вытянутой руки, в действительности из-за веса дробовика такое маловероятно. Несмотря на тяжёлый ствол, у SPAS-12 самая слабая отдача из всех ружей 12-калибра. К дулу может крепиться гранатомёт, дальность стрельбы которого составляет 150 м.

## Варианты

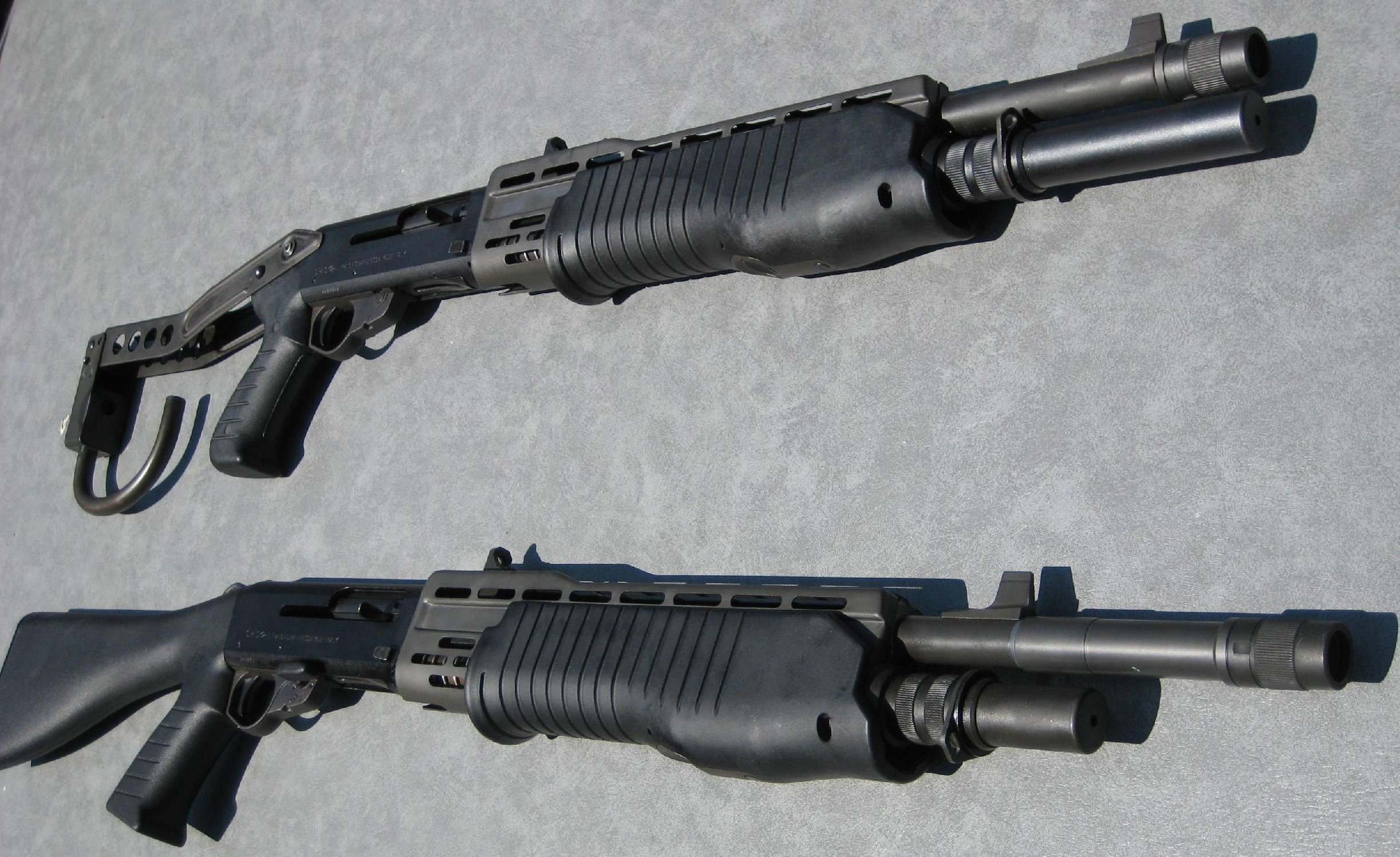
Два наиболее распространенных варианта SPAS-12: модель со складным прикладом и восьмизарядным магазином и модель с фиксированным прикладом и шестизарядным магазином

Первый и наиболее распространенный вариант SPAS-12 имел металлический складной приклад и восьмизарядный магазин. Небольшая часть ранних моделей имела съёмный деревянный приклад.
После введения в 1989 году в США ограничения на импорт дробовика была выпущена версия с пластмассовым фиксированным прикладом и магазином на пять или шесть патронов, чтобы соблюсти требуемые ограничения.
Компания Franchi выпустила два дробовика, основанных на SPAS-12: LAW-12 и SAS-12. LAW-12 был самозарядным, а SAS-12 только помповым. Для этих ружей подходят аксессуары и многие детали от SPAS-12.
Преемником SPAS-12 стало самозарядное/помповое ружьё Franchi SPAS-15.

## Страны-эксплуатанты
- Ирландия — вооружённые силы Ирландии[3]
- Италия
- Казахстан — сертифицировано в качестве охотничьего оружия[4]
- Австрия — антитеррористические силы Австрии (EKO Cobra).
- Бразилия — бразильский спецназ (GATE).
- Чили — национальная тюремная служба Чили (Chilean Gendarmerie).
- Франция — антитеррористические силы Франции (GIGN).
- Индонезия — наземные и водные силы Индонезии.
- Ливан — полиция.
- Малайзия — антитеррористические силы Малайзии (NSOF).
- Португалия — вооружённые силы Португалии.
- Турция — подразделение военных сил Турции (Турецкая жандармерия).
- США — спецназ (SWAT).